# Ecrizotes longicornis
Ecrizotes longicornis är en stekelart som först beskrevs av Walker 1848.  Ecrizotes longicornis ingår i släktet Ecrizotes och familjen puppglanssteklar. Arten är reproducerande i Sverige. Inga underarter finns listade i Catalogue of Life.